# غرز (فلم)
غرز (بالإنجليزية: Stitches) هو فيلم كوميديا ورعب تم إنتاجه في المملكة المتحدة وإيرلندا والسويد وصدر سنة 2012 بطولة روس نوبل وتومي نايت وجيما ليا دفريوإكس.

## القصة
مهرج يأتي من الوفاة ليطارد الذين أخذوا حياته خلال حادث

## الميزانية والإيرادات
كلف الفيلم 2 مليون دولار وحقق أرباح تقدر بـ 63 ألف دولار.

## وصلات خارجية
مقالات تستعمل روابط فنية بلا صلة مع ويكي بيانات